# J.League Cup 2023
Der J.League Cup 2023, offiziell aufgrund eines Sponsorenvertrages mit dem Gebäckhersteller Yamazaki Biscuits nach einer Marke desselben 2023 J.League YBC Levain Cup genannt, war die 31. Ausgabe des Ligapokals, des höchsten Fußball-Ligapokal-Wettbewerbs in Japan. Der Wettbewerb begann am 8. März 2023 und endete am 4. November mit dem Finale. Titelverteidiger war Sanfrecce Hiroshima.

## Termine
| Runde         | Datum              | Bemerkung   |
| ------------- | ------------------ | ----------- |
| Gruppenphase  | 8. März 2023       | 1. Spieltag |
| Gruppenphase  | 25./26. März 2023  | 2. Spieltag |
| Gruppenphase  | 5. April 2023      | 3. Spieltag |
| Gruppenphase  | 19. April 2023     | 4. Spieltag |
| Gruppenphase  | 24. Mai 2023       | 5. Spieltag |
| Gruppenphase  | 18. Juni 2023      | 6. Spieltag |
| Viertelfinale | 6. September 2023  | Hinspiele   |
| Viertelfinale | 10. September 2023 | Rückspiele  |
| Halbfinale    | 11. Oktober 2023   | Hinspiele   |
| Halbfinale    | 15. Oktober 2023   | Rückspiele  |
| Finale        | 4. November 2023   | KO-Spiel    |

## Modus
Es nehmen alle 18 Mannschaften der ersten Liga 2023, sowie die beiden Absteiger der Saison 2022 (Shimizu S-Pulse und Júbilo Iwata) an dem Wettbewerb teil. Die Gruppenersten sowie die drei besten Zweitplatzierten qualifizieren sich für das Viertelfinale.
In der Gruppenphase spielen 20 Mannschaften. Sie wurden in fünf Gruppen zu je vier Teams eingeteilt.

### Gruppeneinteilung
| Gruppe A | Gruppe B | Gruppe C                                                                                                | Gruppe D                                                                                                   | Gruppe E                                                                                    |
| - Hokkaido Consadole Sapporo (J1, 10.) - Júbilo Iwata (J1, 18.) - Sagan Tosu (J1, 11.) - Yokohama F. Marinos (J1, 1.) | - Kawasaki Frontale (J1, 2.) - Shimizu S-Pulse (J1, 17.) - Shonan Bellmare (J1, 12.) - Urawa Red Diamonds (J1, 9.) | - Nagoya Grampus (J1, 8.) - Sanfrecce Hiroshima (J1, 3.) - Vissel Kōbe (J1, 13.) - Yokohama FC (J2, 2.) | - Albirex Niigata (J2, 1.) - Avispa Fukuoka (J1, 14.) - Kashima Antlers (J1, 4.) - Kashiwa Reysol (J1, 7.) | - Cerezo Osaka (J1, 5.) - Gamba Osaka (J1, 15.) - Kyōto Sanga (J1, 16.) - FC Tokyo (J1, 6.) |

## Spieler
| Verein                     | Spieler |
| -------------------------- | --- |
| Hokkaido Consadole Sapporo | Takanori Sugeno (1/0), Shunta Tanaka (7/1), Seiya Baba (7/0), Daiki Suga (6/1), Akito Fukumori (6/0), Tōya Nakamura (7/0), Lucas Fernandes (4/2), Kazuki Fukai (4/1), Takurō Kaneko (3/1), Hiroki Miyazawa (3/0), Ryōta Aoki (3/1), Kim Gun-hee (3/0), Yoshiaki Komai (4/0), Yūya Asano (7/0), Tsuyoshi Ogashiwa (3/2), Daigo Nishi (5/0), Shingo Ōmori (1/0), Gu Sung-yun (3/0), Takuma Arano (5/0), Yamato Okada (3/0), Hiromu Tanaka (4/0), Shuma Kido (3/0), Milan Tučić (6/3), Shido Izuma (2/0), Taika Nakashima (5/1), Shōta Nishino (5/0), Kōki Ōtani (3/0), Supachok (4/2), Daihachi Okamura (5/1), Shun Takagi (1/0), Yūki Kobayashi (3/0) |
| Kashima Antlers            | Kōki Anzai (7/0), Gen Shōji (4/0), Ikuma Sekigawa (6/0), Shōma Doi (7/0), Ryōtarō Araki (5/1), Kei Chinen (4/0), Yūta Higuchi (3/0), Tomoya Fujii (5/0), Hidehiro Sugai (1/0), Arthur Caíke (4/2), Itsuki Someno (3/1), Kim Min-tae (4/0), Gaku Shibasaki (1/0), Diego Pituca (5/0), Rikuto Hirose (7/0), Kaishū Sano (7/0), Yūta Matsumura (5/2), Shuhei Mizoguchi (5/0), Tomoki Hayakawa (2/0), Shintarō Nago (2/0), Yūya Oki (6/0), Keigo Tsunemoto (3/0), Hayato Nakama (6/2), Yū Funabashi (2/0), Ryōtarō Nakamura (3/0), Shu Morooka (4/0), Yūki Kakita (4/0), Yūma Suzuki (7/0), Naomichi Ueda (6/0) |
| Urawa Reds                 | Shūsaku Nishikawa (4/0), Hiroki Sakai (6/0), Atsuki Itō (6/0), Takuya Iwanami (7/0), Marius Høibråten (7/0), Kazuaki Mawatari (4/0), Yoshio Koizumi (8/0), Bryan Linssen (7/3), David Moberg (5/0), Shōya Nakajima (1/0), José Kanté (8/1), Zion Suzuki (5/0), Tomoya Inukai (3/0), Takahiro Sekine (8/0), Takahiro Akimoto (6/2), Ayumi Niekawa (2/0), Alex Schalk (4/2), Toshiki Takahashi (8/0), Ken Iwao (7/0), Tomoaki Ōkubo (5/0), Kai Shibato (8/0), Kaito Yasui (11/0), Takuya Ogiwara (10/0), Kai Matsuzaki (1/0), Ekanit Panya (2/0), Alexander Scholz (6/2), Yota Horiuchi (1/0), Shinzō Kōroki (5/0), Jumpei Hayakawa (8/1), Yūichi Hirano (6/0), Ayumu Ōhata (4/0) |
| Kashiwa Reysol             | Haruki Saruta (1/0), Hiromu Mitsumaru (4/0), Taiyō Koga (6/0), Tomoki Takamine (4/0), Keiya Shiihashi (4/0), Keita Nakamura (2/0), Yūki Mutō (5/1), Matheus Sávio (6/0), Kōta Yamada (4/1), Tomoya Koyamatsu (2/0), Eiichi Katayama (2/0), Grot (4/2), Mao Hosoya (5/2), Hayato Tanaka (4/0), Masato Sasaki (3/0), Wataru Iwashita (3/0), Naoki Kawaguchi (5/0), Sachirō Toshima (4/0), Takuto Katō (3/0), Tatsuya Morita (2/0), Hiroki Sekine (1/0), Takumi Tsuchiya (2/1), Hidetaka Maie (3/0), Riku Ochiai (2/0), Keiya Sentō (3/0), Faruzansana Mohamado (3/0), Ōta Yamamoto (2/0), Kazuki Kumasawa (1/0), Douglas (1/0), Yūgo Tatsuta (3/0) |
| FC Tokyo                   | Hotaka Nakamura (1/0), Masato Morishige (5/1), Yasuki Kimoto (3/0), Yūto Nagatomo (6/0), Kuryū Matsuki (3/0), Shūto Abe (2/0), Diego Oliveira (3/1), Keigo Higashi (7/0), Ryōma Watanabe (5/0), Adaílton (6/2), Takuya Aoki (3/0), Shūhei Tokumoto (4/0), Leandro (1/0), Perotti (5/2), Tsubasa Terayama (7/0), Jakub Słowik (2/0), Jun’ya Suzuki (2/0), Naoki Kumata (5/1), Kanta Doi (2/0), Kota Tawaratsumida (5/0), Kōki Tsukagawa (7/1), Hisatoshi Nishido (2/0), Kei Koizumi (6/0), Soma Anzai (2/0), Teruhito Nakagawa (3/1), Riki Harakawa (2/0), Taishi Brandon Nozawa (6/0), Leon Nozawa (4/0), Henrique Trevisan (6/1), Seiji Kimura (3/0), Yuta Arai (2/0), Kashif Bangnagande (3/0), Ryūnosuke Satō (2/0), Kōsuke Shirai (2/0)                                             |
| Kawasaki Frontale          | Jung Sung-ryong (1/0), Kyōhei Noborizato (2/0), Takuma Ōminami (4/0), Asahi Sasaki (5/0), João Schmidt (5/0), Shintarō Kurumaya (4/1), Kento Tachibanada (3/0), Leandro Damião (2/0), Ryōta Ōshima (2/0), Yū Kobayashi (3/0), Miki Yamane (5/0), Yasuto Wakizaka (5/2), Shūto Tanabe (1/0), Tatsuki Seko (5/2), Daiya Tōno (6/3), Chanathip (3/1), Shin Yamada (6/1), Marcinho (2/0), Toya Myogan (1/0), Takatora Einaga (2/0), Yuto Matsunagane (1/0), Kōta Takai (3/0), Yūsuke Segawa (5/1), Kazuya Yamamura (2/0), Taisei Miyashiro (5/1), Akihiro Ienaga (4/0), Kazuki Kozuka (4/0), Naoto Kamifukumoto (5/0) |
| Yokohama F. Marinos        | Jun Ichimori (7/0), Katsuya Nagato (8/0), Shinnosuke Hatanaka (1/0), Eduardo (7/0), Kōta Watanabe (7/0), Élber (7/0), Takuya Kida (7/0), Marcos Júnior (6/1), Anderson Lopes (5/2), Ryūta Koike (1/0), Asahi Uenaka (8/4), Takumi Kamijima (8/0), Joel Chima Fujita (4/0), Kenta Inoue (7/0), Kōta Mizunuma (9/2), Yūki Sanetō (5/0), Yan Matheus (6/1), Hiroki Iikura (3/0), Ryō Miyaichi (6/1), Hijiri Katō (1/0), Kaina Yoshio (6/2), Yūta Koike (3/0), Ken Matsubara (7/1), Riku Yamane (6/0), Nam Tae-hee (3/1), Takuma Nishimura (6/2), Ryōtarō Tsunoda (3/0), Takuto Kimura (3/0), Keigo Sakakibara (4/1), Yūhi Murakami (6/0), Manato Yoshida (1/0), Powell Obinna Obi (1/0) |
| Yokohama FC                | Kengo Nagai (2/0), Takumi Nakamura (2/1), Yuri Lara (4/1), Takuya Wada (2/0), Ryōya Yamashita (3/2), Marcelo Ryan (6/1), Caprini (3/1), Saulo Mineiro (2/0), Kazuma Takai (3/0), Shō Itō (4/1), Tatsuya Hasegawa (2/0), Eijirō Takeda (3/0), Mateus Moraes (6/0), Shion Inoue (3/0), Akinori Ichikawa (2/0), Katsuya Iwatake (3/0), Hayato Sugita (1/0), Hirotaka Mita (3/0), Kōtarō Hayashi (3/0), Kyōhei Yoshino (3/0), Nguyễn Công Phượng (1/0), Towa Yamane (2/0), Kōki Sakamoto (3/0), Shawn Vaneerden (1/0), Tomoki Kondō (2/0), Taiga Nishiyama (3/0), Koshiro Uda (2/0), Hayase Takashio (5/0), Yuto Shimizu (3/0), Mizuki Arai (3/0), Kento Hashimoto (3/0), Svend Brodersen (2/0), Keijirō Ogawa (5/0)                                                                        |
| Shonan Bellmare            | Song Bum-keun (2/0), Daiki Sugioka (3/0), Hirokazu Ishihara (2/0), Kōki Tachi (2/0), Takuya Okamoto (4/0), Hiroyuki Abe (4/0), Kazunari Ōno (3/0), Keita Yamashita (3/0), Naoki Yamada (5/3), Tarik (2/0), Taiyō Hiraoka (4/1), Akimi Barada (1/0), Kōhei Okuno (5/0), Shūto Yamamoto (4/0), Yūki Ōhashi (1/2), Shūto Machino (3/0), Ryōta Nagaki (2/0), Hiroki Mawatari (1/0), Kazuki Ōiwa (3/0), Daiki Tomii (3/0), Yamato Wakatsuki (6/0), Taiga Hata (4/0), Masaki Ikeda (2/0), Arata Yoshida (3/0), Akito Suzuki (6/2), Junnosuke Suzuki (3/0), Sere Matsumura (3/0), Naoya Takahashi (2/0), Hisatsugu Ishii (2/0), Yoshihiro Nakano (3/0), Kōsuke Onose (3/0) |
| Albirex Niigata            | Naoto Arai (1/0), Thomas Deng (2/0), Michael James (2/0), Hiroki Akiyama (6/1), Kaito Taniguchi (4/1), Takahiro Kō (2/0), Kōji Suzuki (1/0), Shūsuke Ōta (4/0), Ryōtarō Itō (2/0), Shunsuke Mito (1/0), Taiki Watanabe (4/0), Yōta Komi (6/1), Danilo Gomes (5/0), Fumiya Hayakawa (4/0), Yūji Hoshi (5/0), Yuzuru Shimada (3/0), Kōto Abe (6/0), Eitarō Matsuda (5/2), Gustavo Nescau (3/1), Sōya Fujiwara (3/0), Kazuyoshi Shimabuku (5/0), Yūto Horigome (1/0), Takumi Hasegawa (4/0), Yoshiaki Takagi (2/0), Kazuhiko Chiba (1/0), Aozora Ishiyama (1/0), Jimpei Yoshida (4/0), Daichi Tagami (6/0) |
| Shimizu S-Pulse            | Takuo Ōkubo (6/0), Ronaldo (2/0), Yūji Takahashi (3/0), Kengo Kitazume (4/0), Yūta Kamiya (2/0), Daiki Matsuoka (1/0), Thiago Santana (2/1), Carlinhos Júnior (2/0), Katsuhiro Nakayama (3/1), Kōta Miyamoto (5/0), Ryōhei Shirasaki (2/1), Takeru Kishimoto (4/1), Kenta Nishizawa (4/0), Benjamin Kololli (6/2), Sena Saito (2/0), Oh Se-hun (4/1), Renato Augusto (1/0), Shuta Kikuchi (3/0), Takumu Kemmotsu (3/0), Yutaka Yoshida (3/0), Akira Silvano Disaro (2/0), Takashi Inui (3/0), Taketo Ochiai (1/0), Sen Takagi (2/0), Yosuke Morishige (3/0), Akira Ibayashi (5/0), Hikaru Naruoka (4/0), Narumi Ota (2/0), Jigen Tanaka (1/0), Kōya Kitagawa (4/1), Ryunosuke Yada (2/0), Sean Kotake (2/0), Yoshinori Suzuki (1/0)                                                     |
| Jubilo Iwata               | Norimichi Yamamoto (1/0), Kō Matsubara (1/0), Daiki Ogawa (6/2), Makito Itō (1/0), Rikiya Uehara (3/0), Kōtarō Ōmori (2/0), Ken’yū Sugimoto (1/0), Hiroki Yamada (1/0), Kotarō Fujikawa (5/0), Masaya Matsumoto (2/0), Kaito Suzuki (2/0), Ryō Germain (2/0), Ryūki Miura (4/0), Sō Nakagawa (5/1), Kōsuke Yamamoto (5/1), Mahiro Yoshinaga (6/0), Naoki Kanuma (6/0), Fabián González (2/1), Yōsuke Furukawa (6/1), Dudu (1/0), Takeaki Harigaya (2/0), Ricardo Graça (3/0), Kensuke Fujiwara (6/1), Ryō Takano (2/0), Shōta Kaneko (4/1), Keisuke Goto (5/0), Hiroto Uemura (1/0), Kyōta Funahashi (3/0), Tokumo Kawai (1/0), Yasuhito Endō (1/0), Yūki Ōtsu (3/0), Yūji Kajikawa (2/0)                                                                                               |
| Nagoya Grampus             | Langerak (6/0), Yūki Nogami (6/0), Yūichi Maruyama (6/0), Shinnosuke Nakatani (8/0), Kazuki Nagasawa (4/0), Takuji Yonemoto (5/0), Ryūji Izumi (7/1), Noriyoshi Sakai (4/4), Mateus Castro (4/0), Haruya Fujii (8/0), Tsukasa Morishima (4/0), Shō Inagaki (8/0), Yōhei Takeda (4/0), Ryōya Morishita (5/1), Kensuke Nagai (7/2), Takuya Shigehiro (2/0), Tōjirō Kubo (3/1), Thales (4/0), Akinari Kawazura (6/0), Naoki Maeda (4/0), Taika Nakashima (4/1), Ei Gyotoku (1/0), Haruki Yoshida (4/1), Koki Toyoda (2/0), Hidemasa Kōda (4/0), Takuya Uchida (7/0), Riku Yamada (5/0), Ryōga Kida (5/2), Haruto Suzuki (1/0), Ryohei Osada (1/0), Ken Masui (1/0), Ryōtarō Ishida (5/1), Kyōta Sakakibara (1/0), Soma Ota (1/0), Kosuke Uchida (1/0), Kasper Junker (6/0), Leonardo (3/0) |
| Kyoto Sanga FC             | Tomoya Wakahara (1/0), Shōgo Asada (3/0), Rikito Inoue (3/0), Hisashi Appiah Tawiah (5/0), Yūto Misao (2/0), Sōta Kawasaki (1/0), Daigo Araki (5/0), Patric (2/0), Shimpei Fukuoka (1/0), Ryōgo Yamasaki (3/2), Takumi Miyayoshi (1/0), Kōsuke Shirai (2/0), Yūdai Kimura (5/0), Kōsuke Kinoshita (4/1), Temma Matsuda (3/1), Daiki Kaneko (5/0), Shinnosuke Fukuda (6/0), Warner Hahn (2/0), Kazunari Ichimi (2/1), Yūta Toyokawa (3/0), Osamu Henry Iyoha (4/0), Teppei Yachida (6/1), Gakuji Ōta (3/0), Fūki Yamada (2/1), Sora Hiraga (3/1), Yuta Ueda (3/0), Naoto Misawa (4/0), Kazunari Kita (1/0), Taiki Hirato (4/1), Alan Cariús (2/0), Kyō Satō (1/0), Paulinho (2/0), Ryuma Nakano (1/0)                                                                                    |
| Gamba Osaka                | Masaaki Higashiguchi (6/0), Shōta Fukuoka (8/0), Riku Handa (4/1), Hiroki Fujiharu (3/0), Genta Miura (4/0), Rihito Yamamoto (4/0), Takashi Usami (6/0), Ryōtarō Meshino (7/1), Musashi Suzuki (4/0), Shū Kurata (4/0), Issam Jebali (4/0), Ryū Takao (5/0), Yūya Fukuda (5/2), Yōta Satō (3/0), Neta Lavi (3/0), Kwon Kyung-won (2/0), Dawhan (7/1), Keisuke Kurokawa (7/0), Kō Yanagisawa (1/0), Naohiro Sugiyama (5/2), Yūki Yamamoto (6/0), Yūsei Egawa (4/0), Hiroto Yamami (4/0), Jirō Nakamura (1/0), Juan Alano (7/0), Hideki Ishige (6/1), Kōsei Tani (2/0) |
| Cerezo Osaka               | Yang Han-been (2/0), Riku Matsuda (5/0), Ryōsuke Shindō (5/0), Riki Harakawa (5/0), Hinata Kida (4/0), Ryōsuke Yamanaka (2/0), Satoki Uejō (6/0), Shinji Kagawa (4/0), Léo Ceará (5/0), Jordy Croux (3/0), Seiya Maikuma (3/1), Tokuma Suzuki (2/0), Hirotaka Tameda (2/0), Mutsuki Katō (6/0), Kim Jin-hyeon (3/0), Matej Jonjić (2/0), Kōji Toriumi (4/0), Hiroaki Okuno (4/0), Capixaba (4/1), Kakeru Funaki (4/0), Reiya Sakata (2/0), Keisuke Shimizu (1/0), Ryūya Nishio (4/0), Rui Ōsako (1/0), Nelson Ishiwatari (1/0), Sōta Kitano (4/0), Hikaru Nakahara (4/0), Hayato Okuda (1/0) |
| Vissel Kobe                | Daiya Maekawa (1/0), Nanasei Iino (2/0), Matheus Thuler (1/0), Hotaru Yamaguchi (2/0), Sergi Samper (3/0), Andrés Iniesta (2/0), Yūya Ōsako (1/1), Yoshinori Mutō (1/0), Kōya Yuruki (2/0), Yūki Honda (1/0), Mitsuki Saitō (3/0), Haruya Ide (3/0), Ryō Hatsuse (2/0), Shūhei Kawasaki (5/0), Daiju Sasaki (4/0), Tetsushi Yamakawa (3/0), Gōtoku Sakai (1/0), Leo Ōsaki (3/0), Jean Patric (3/1), Tōya Izumi (6/0), Yūya Tsuboi (3/0), Lincoln (4/2), Stefan Mugoša (3/0), Yūya Nakasaka (5/0), Takahiro Ōgihara (4/0), Yūsei Ozaki (5/0), Niina Tominaga (3/0), Shuto Adachi (4/0), Shōgo Terasaka (5/0), Juzo Ura (2/0), Phelipe Megiolaro (2/0), Shōhei Takahashi (5/0), Justin Homma (1/0)                                                                                        |
| Sanfrecce Hiroshima        | Jelani Reshaun Sumiyoshi (3/0), Taichi Yamasaki (6/1), Hayato Araki (4/0), Hiroya Matsumoto (2/0), Toshihiro Aoyama (2/0), Gakuto Notsuda (3/0), Takumu Kawamura (5/2), Douglas Vieira (5/0), Tsukasa Morishima (4/0), Makoto Mitsuta (4/3), Nassim Ben Khalifa (4/0), Ezequiel (6/0), Shūto Nakano (3/1), Takaaki Shichi (4/0), Taishi Matsumoto (4/0), Yoshifumi Kashiwa (4/0), Shō Sasaki (6/3), Pieros Sotiriou (1/0), Gorō Kawanami (3/0), Shun Ayukawa (5/0), Shunki Higashi (4/0), Ryō Tanada (2/0), Kōsei Shibasaki (3/1), Sota Koshimichi (4/0), Tsukasa Shiotani (2/0), Keisuke Ōsako (3/0) |
| Avispa Fukuoka             | Takumi Nagaishi (7/0), Masato Yuzawa (7/1), Tatsuki Nara (7/0), Daiki Miya (5/1), Hiroyuki Mae (6/1), Takeshi Kanamori (8/0), Kazuya Konno (8/0), Lukian (6/1), Hisashi Jōgo (5/1), Yūya Yamagishi (8/2), Tatsuya Tanaka (6/0), Itsuki Oda (7/2), Shun Nakamura (6/0), Wellington (10/3), Sōtan Tanabe (2/0), Kennedy Egbus Mikuni (8/0), Masashi Kamekawa (2/0), Seiya Inoue (6/0), Ryōga Satō (6/0), Reiju Tsuruno (7/3), Yōta Maejima (11/0), Masato Shigemi (2/0), Masaaki Murakami (4/0), Douglas Grolli (7/0), Yūto Hiratsuka (4/0), Masaya Tashiro (3/0), Kimiya Moriyama (6/0), Ichika Maeda (2/0), Katsuki Nishimura (3/0), Yōsuke Ideguchi (6/0) |
| Sagan Tosu                 | Kōsuke Yamazaki (2/0), Anthony Akumu (3/1), Toshio Shimakawa (5/0), Sō Kawahara (4/0), Akito Fukuta (2/0), Kōhei Tezuka (4/0), Atsushi Kawata (4/0), Yūji Ono (3/1), Shin’ya Nakano (3/0), Naoyuki Fujita (2/0), Jun Nishikawa (3/0), Kentarō Moriya (3/0), Hwang Seok-ho (1/0), Taichi Kikuchi (4/0), Yōichi Naganuma (3/0), Yūta Fujihara (6/0), Dai Hirase (2/0), Yoshiki Narahara (4/0), Oji Kawanami (2/0), Yūto Iwasaki (2/0), Masaya Tashiro (4/0), Ayumu Yokoyama (1/0), Shiva Tafari Nagasawa (2/0), Kei Uchiyama (5/0), Shunya Sakai (2/0), Shota Hino (2/0), Ryōnosuke Kabayama (6/1), Wataru Harada (1/0), Yūki Horigome (4/0), Daichi Suzuki (1/1), Kiriya Sakamoto (5/0), Park Il-gyu (1/0)                                                                               |

## Gruppenphase

### Gruppe A
| Pl. | Verein                     | Sp. | S | U | N | Tore    | Diff. | Punkte |
| --- | -------------------------- | --- | - | - | - | ------- | ----- | ------ |
| 1.  | Yokohama F. Marinos        | 6   | 5 | 0 | 1 | 014:500 | +9    | 15     |
| 2.  | Hokkaido Consadole Sapporo | 6   | 3 | 1 | 2 | 013:100 | +3    | 10     |
| 3.  | Júbilo Iwata               | 6   | 2 | 0 | 4 | 008:900 | −1    | 06     |
| 4.  | Sagan Tosu                 | 6   | 1 | 1 | 4 | 004:150 | −11   | 04     |

| Datum          |                            | Ergebnis |                            |
| -------------- | -------------------------- | -------- | -------------------------- |
| 8. März 2023   | Yokohama F. Marinos        | 1:0      | Júbilo Iwata               |
| 8. März 2023   | Sagan Tosu                 | 0:0      | Hokkaido Consadole Sapporo |
| 26. März 2023  | Júbilo Iwata               | 2:3      | Hokkaido Consadole Sapporo |
| 26. März 2023  | Sagan Tosu                 | 0:2      | Yokohama F. Marinos        |
| 5. April 2023  | Yokohama F. Marinos        | 2:1      | Hokkaido Consadole Sapporo |
| 5. April 2023  | Júbilo Iwata               | 1:2      | Sagan Tosu                 |
| 19. April 2023 | Hokkaido Consadole Sapporo | 4:1      | Sagan Tosu                 |
| 19. April 2023 | Júbilo Iwata               | 0:1      | Yokohama F. Marinos        |
| 24. Mai 2023   | Hokkaido Consadole Sapporo | 3:2      | Yokohama F. Marinos        |
| 24. Mai 2023   | Sagan Tosu                 | 0:2      | Júbilo Iwata               |
| 18. Juni 2023  | Hokkaido Consadole Sapporo | 2:3      | Júbilo Iwata               |
| 18. Juni 2023  | Yokohama F. Marinos        | 6:1      | Sagan Tosu                 |

#### Gruppe B
| Pl. | Verein             | Sp. | S | U | N | Tore    | Diff. | Punkte |
| --- | ------------------ | --- | - | - | - | ------- | ----- | ------ |
| 1.  | Urawa Red Diamonds | 6   | 1 | 5 | 0 | 005:400 | +1    | 08     |
| 2.  | Shimizu S-Pulse    | 6   | 2 | 2 | 2 | 008:150 | −7    | 08     |
| 3.  | Kawasaki Frontale  | 6   | 2 | 2 | 2 | 012:700 | +5    | 08     |
| 4.  | Shonan Bellmare    | 6   | 1 | 3 | 2 | 008:700 | +1    | 06     |

| Datum          |                    | Ergebnis |                    |
| -------------- | ------------------ | -------- | ------------------ |
| 8. März 2023   | Shonan Bellmare    | 0:0      | Urawa Red Diamonds |
| 8. März 2023   | Shimizu S-Pulse    | 3:2      | Kawasaki Frontale  |
| 26. März 2023  | Urawa Red Diamonds | 1:1      | Shimizu S-Pulse    |
| 26. März 2023  | Kawasaki Frontale  | 0:0      | Shonan Bellmare    |
| 5. April 2023  | Kawasaki Frontale  | 0:0      | Urawa Red Diamonds |
| 5. April 2023  | Shonan Bellmare    | 3:0      | Shimizu S-Pulse    |
| 19. April 2023 | Kawasaki Frontale  | 6:0      | Shimizu S-Pulse    |
| 19. April 2023 | Urawa Red Diamonds | 1:1      | Shonan Bellmare    |
| 24. Mai 2023   | Shimizu S-Pulse    | 3:2      | Shonan Bellmare    |
| 24. Mai 2023   | Urawa Red Diamonds | 2:1      | Kawasaki Frontale  |
| 18. Juni 2023  | Shonan Bellmare    | 2:3      | Kawasaki Frontale  |
| 18. Juni 2023  | Shimizu S-Pulse    | 1:1      | Urawa Red Diamonds |

#### Gruppe C
| Pl. | Verein              | Sp. | S | U | N | Tore    | Diff. | Punkte |
| --- | ------------------- | --- | - | - | - | ------- | ----- | ------ |
| 1.  | Nagoya Grampus      | 6   | 5 | 0 | 1 | 011:500 | +6    | 15     |
| 2.  | Sanfrecce Hiroshima | 6   | 3 | 0 | 3 | 012:700 | +5    | 09     |
| 3.  | Yokohama FC         | 6   | 2 | 0 | 4 | 007:100 | −3    | 06     |
| 4.  | Vissel Kōbe         | 6   | 2 | 0 | 4 | 004:120 | −8    | 06     |

| Datum          |                     | Ergebnis |                     |
| -------------- | ------------------- | -------- | ------------------- |
| 8. März 2023   | Vissel Kōbe         | 0:2      | Nagoya Grampus      |
| 8. März 2023   | Sanfrecce Hiroshima | 3:1      | Yokohama FC         |
| 26. März 2023  | Yokohama FC         | 0:1      | Vissel Kōbe         |
| 26. März 2023  | Sanfrecce Hiroshima | 1:2      | Nagoya Grampus      |
| 5. April 2023  | Vissel Kōbe         | 0:5      | Sanfrecce Hiroshima |
| 5. April 2023  | Nagoya Grampus      | 3:2      | Yokohama FC         |
| 19. April 2023 | Yokohama FC         | 0:2      | Nagoya Grampus      |
| 19. April 2023 | Sanfrecce Hiroshima | 2:1      | Vissel Kōbe         |
| 24. Mai 2023   | Yokohama FC         | 1:0      | Sanfrecce Hiroshima |
| 24. Mai 2023   | Nagoya Grampus      | 0:1      | Vissel Kōbe         |
| 18. Juni 2023  | Nagoya Grampus      | 2:1      | Sanfrecce Hiroshima |
| 18. Juni 2023  | Vissel Kōbe         | 1:3      | Yokohama FC         |

#### Gruppe D
| Pl. | Verein          | Sp. | S | U | N | Tore    | Diff. | Punkte |
| --- | --------------- | --- | - | - | - | ------- | ----- | ------ |
| 1.  | Avispa Fukuoka  | 6   | 4 | 1 | 1 | 009:600 | +3    | 13     |
| 2.  | Kashima Antlers | 6   | 3 | 1 | 2 | 006:400 | +2    | 10     |
| 3.  | Albirex Niigata | 6   | 2 | 0 | 4 | 006:800 | −2    | 06     |
| 4.  | Kashiwa Reysol  | 6   | 1 | 2 | 3 | 007:100 | −3    | 05     |

| Datum          |                 | Ergebnis |                 |
| -------------- | --------------- | -------- | --------------- |
| 8. März 2023   | Kashiwa Reysol  | 1:1      | Kashima Antlers |
| 8. März 2023   | Avispa Fukuoka  | 1:0      | Albirex Niigata |
| 26. März 2023  | Albirex Niigata | 1:0      | Kashima Antlers |
| 26. März 2023  | Avispa Fukuoka  | 3:3      | Kashiwa Reysol  |
| 5. April 2023  | Kashima Antlers | 1:0      | Avispa Fukuoka  |
| 5. April 2023  | Albirex Niigata | 2:0      | Kashiwa Reysol  |
| 19. April 2023 | Kashiwa Reysol  | 3:2      | Albirex Niigata |
| 19. April 2023 | Avispa Fukuoka  | 2:1      | Kashima Antlers |
| 24. Mai 2023   | Kashima Antlers | 1:0      | Kashiwa Reysol  |
| 24. Mai 2023   | Albirex Niigata | 1:2      | Avispa Fukuoka  |
| 18. Juni 2023  | Kashima Antlers | 2:0      | Albirex Niigata |
| 18. Juni 2023  | Kashiwa Reysol  | 0:1      | Avispa Fukuoka  |

#### Gruppe E
| Pl. | Verein       | Sp. | S | U | N | Tore    | Diff. | Punkte |
| --- | ------------ | --- | - | - | - | ------- | ----- | ------ |
| 1.  | Gamba Osaka  | 6   | 3 | 1 | 2 | 008:400 | +4    | 10     |
| 2.  | FC Tokyo     | 6   | 3 | 1 | 2 | 009:500 | +4    | 10     |
| 3.  | Kyōto Sanga  | 6   | 3 | 0 | 3 | 009:110 | −2    | 09     |
| 4.  | Cerezo Osaka | 6   | 1 | 2 | 3 | 002:800 | −6    | 05     |

| Datum          |              | Ergebnis |              |
| -------------- | ------------ | -------- | ------------ |
| 8. März 2023   | Kyōto Sanga  | 1:3      | Gamba Osaka  |
| 8. März 2023   | Cerezo Osaka | 1:0      | FC Tokyo     |
| 26. März 2023  | FC Tokyo     | 5:0      | Kyōto Sanga  |
| 26. März 2023  | Gamba Osaka  | 1:1      | Cerezo Osaka |
| 5. April 2023  | Kyōto Sanga  | 4:0      | Cerezo Osaka |
| 5. April 2023  | Gamba Osaka  | 3:0      | FC Tokyo     |
| 19. April 2023 | FC Tokyo     | 1:0      | Gamba Osaka  |
| 19. April 2023 | Cerezo Osaka | 0:2      | Kyōto Sanga  |
| 24. Mai 2023   | FC Tokyo     | 0:0      | Cerezo Osaka |
| 24. Mai 2023   | Gamba Osaka  | 0:1      | Kyōto Sanga  |
| 18. Juni 2023  | Kyōto Sanga  | 1:3      | FC Tokyo     |
| 18. Juni 2023  | Cerezo Osaka | 0:1      | Gamba Osaka  |

#### Tabelle der besten Gruppenzweiten
| Pl. | Verein                     | Sp. | S | U | N | Tore    | Diff. | Punkte | Gruppe |
| --- | -------------------------- | --- | - | - | - | ------- | ----- | ------ | ------ |
| 1.  | FC Tokyo                   | 6   | 3 | 1 | 2 | 009:500 | +4    | 10     | E      |
| 2.  | Hokkaido Consadole Sapporo | 6   | 3 | 1 | 2 | 013:100 | +3    | 10     | A      |
| 3.  | Kashima Antlers            | 6   | 3 | 1 | 2 | 006:400 | +2    | 10     | D      |
| 4.  | Sanfrecce Hiroshima        | 6   | 3 | 0 | 3 | 012:700 | +5    | 09     | C      |
| 5.  | Shimizu S-Pulse            | 6   | 2 | 2 | 2 | 008:150 | −7    | 08     | B      |

### Qualifizierte Mannschaften
| Gruppe | Gruppensieger       | Drei bestplatzierte zweite Plätze |
| ------ | ------------------- | --------------------------------- |
| A      | Yokohama F. Marinos | Hokkaido Consadole Sapporo        |
| B      | Urawa Red Diamonds  |                                   |
| C      | Nagoya Grampus      |                                   |
| D      | Avispa Fukuoka      | Kashima Antlers                   |
| E      | Gamba Osaka         | FC Tokyo                          |

## Viertelfinale
| Datum                 |                     | Gesamt |                            | Hinspiel | Rückspiel |
| --------------------- | ------------------- | ------ | -------------------------- | -------- | --------- |
| 6./10. September 2023 | Kashima Antlers     | 2:3    | Nagoya Grampus             | 1:1      | 1:2 n. V. |
| 6./10. September 2023 | Avispa Fukuoka      | 2:1    | FC Tokyo                   | 0:1      | 2:0       |
| 6./10. September 2023 | Urawa Red Diamonds  | 4:0    | Gamba Osaka                | 1:0      | 3:0       |
| 6./10. September 2023 | Yokohama F. Marinos | 5:3    | Hokkaido Consadole Sapporo | 2:3      | 3:0       |

## Halbfinale
| Datum                |                    | Gesamt |                     | Hinspiel | Rückspiel |
| -------------------- | ------------------ | ------ | ------------------- | -------- | --------- |
| 11./15. Oktober 2023 | Nagoya Grampus     | 0:2    | Avispa Fukuoka      | 0:1      | 0:1       |
| 11./15. Oktober 2023 | Urawa Red Diamonds | 2:1    | Yokohama F. Marinos | 0:1      | 2:0       |

## Finale
| Datum            |                | Ergebnis |                    |
| ---------------- | -------------- | -------- | ------------------ |
| 4. November 2023 | Avispa Fukuoka | 2:1      | Urawa Red Diamonds |

### Spielstatistik
| Paarung            | Avispa Fukuoka – Urawa Red Diamonds |
| Ergebnis           | 2:1 (2:0) |
| Datum              | 4. November 2023 |
| Stadion            | Nationalstadion, Tokio |
| Zuschauer          | 61.683 |
| Schiedsrichter     | Futoshi Nakamura (Saitama) |
| Tore               | 1:0 Hiroyuki Mae (5.), 2:0 Daiki Miya (45.+4'), 2:1 Takahiro Akimoto (67.) |
| Avispa Fukuoka     | Takumi Nagaishi – Douglas Grolli, Tatsuki Nara, Daiki Miya (89. Masaya Tashiro) – Yōsuke Ideguchi, Masato Yuzawa (76. Itsuki Oda), Kimiya Moriyama (46. Takeshi Kanamori), Yōta Maejima – Kazuya Konno (72. Shun Nakamura), Hiroyuki Mae, Yūya Yamagishi (89. Wellington) Cheftrainer: Shigetoshi Hasebe             |
| Urawa Red Diamonds | Shūsaku Nishikawa – Hiroki Sakai, Alexander Scholz, Marius Høibråten, Takuya Ogiwara – Atsuki Itō (62. Bryan Linssen), Ken Iwao (80. Ekanit Panya), Toshiki Takahashi (46. Tomoaki Ōkubo), Jumpei Hayakawa (46. Kaito Yasui), Yoshio Koizumi (62. Takahiro Akimoto) – José Kanté Cheftrainer: Maciej Skorża ( Polen) |
| Gelbe Karten       | Douglas Grolli (45.), Daiki Miya (81.), Shun Nakamura (83.) – Alexander Scholz (24.), Takuya Ogiwara (90.+7') |

### Auswechselspieler
| Auswechselspieler | Auswechselspieler |
| --- | --- |
| Avispa Fukuoka | Urawa Red Diamonds |
| - Takeshi Kanamori (46.) ▲ - Shun Nakamura - Itsuki Oda (76.) ▲ - Wellington (89.) ▲ - Masaya Tashiro (89.) ▲ - Reiju Tsuruno - Masaaki Murakami | - Tomoaki Ōkubo (46.) ▲ - Kaito Yasui (46.) ▲ - Bryan Linssen (62.) ▲ - Takahiro Akimoto (67.) ▲ - Ekanit Panya (80.) ▲ - Takuya Iwanami - Ayumi Niekawa |